# Хризостом (Панагопулос)
Епископ Хризостом (греч. Επίσκοπος Χρυσόστομος, в миру Мариос Панагопулос греч. Μάριος Παναγόπουλος; род. 1972, Афины) — архиерей Элладской православной церкви, епископ Эврипский, викарий Афинской архиепископии (с 2019).

## Биография
Родился в 1972 году в Афинах, в Греции. Окончил богословский институт Афинского университета.
В 1995 году был пострижен в монашество в монастыре Святых Отцев (Ιερά Μονή Αγίων Πατέρων Σχιστού Περάματος) (Никейская митрополия). В 1995 году митрополитом Никейским Алексием (Врионисом) был рукоположен в сан иеродиакона, а в 1998 году — в сан иеромонаха и возведён в достоинство архимандрита.
С 1999 по 2004 год служил в качестве эпитропа в Никейской митрополии, а с 2004 по 2019 год был протосинкеллом.
21 марта 2019 года Священным синодом иерархии Элладской православной церкви был избран (57 голосами из 75 выборщиков) для рукоположения в сан епископа Эврипского, викария Афинской архиепископии (архимандрит Филофей (Николакис) получил 2 голоса, архимандрит Стефан (Ставракакис) — 1 голос; 13 бюллетеней было пустыми и 1 — недействительный).
24 марта 2019 года в Свято-Троицком храме Аргалео в Аттике был хиротонисан во епископа. Хиротонию совершили: митрополит Никейский Алексий (Врионис), митрополит Пирейский Серафим (Мендзелопулос), митрополит Лефкасский Феофил (Манолатос), митрополит Илийский Афинагор (Дикеакос), митрополит Кифисийский Кирилл (Мисьякулис), митрополит Глифадский Антоний (Аврамиотис), митрополит Перистерийский Климент (Коцомитис), митрополит Триккский Хризостом (Насис) и епископ Христианупольский Прокопий (Петридис).